# Zeta Geminorum
Zeta Geminorum (ζ Gem, Mekbuda) – gwiazda w gwiazdozbiorze Bliźniąt, znajdująca się w odległości około 1380 lat świetlnych od Słońca.

## Nazwa
Tradycyjna nazwa gwiazdy, Mekbuda, wywodzi się od arabskiego ‏الذراع المقبوضة‎ aḏ-ḏirāʿ al-maqbūḍa i oznacza „podkuloną łapę”. Wraz z Mebsutą (Epsilon Geminorum), w wyobrażeniach starożytnych Arabów reprezentowały łapy lwa. Międzynarodowa Unia Astronomiczna zatwierdziła użycie nazwy Mekbuda dla określenia tej gwiazdy.

## Charakterystyka
Jest to żółty nadolbrzym, ma średnicę 60 razy większą niż Słońce i 3000 razy większą jasność. Jest to klasyczna cefeida, której obserwowana wielkość gwiazdowa zmienia się od 3,7 do 4,2m w okresie około 10,2 doby. W wyniku pulsacji gwiazda zmienia rozmiar, temperaturę i jasność i przechodzi z typu widmowego G do typu F. Spośród czterech cefeid o podobnej jasności, widocznych gołym okiem na ziemskim niebie (innymi są Delta Cephei, Jota Aquilae i Beta Doradus) ma najdłuższy okres zmienności i jest najjaśniejsza.
Zeta Geminorum ma bliskiego towarzysza, oddalonego o 0,1 sekundy kątowej na niebie (pomiar z 1973 roku), który jest związany grawitacyjnie z Mekbudą. Pozostałe gwiazdy widoczne w pobliżu: ζ Gem B (11,46m, odległa o 87,4″), ζ Gem C (7,66m, odległa o 101,3″), ζ Gem D (12,46m, odległa o 67,8″) oraz ζ Gem E (14,80m, odległa od składnika C o 96,5″), są jedynie optycznymi towarzyszami.